# Carl Johnson (atleta)
Carl Johnson   (comtat de Genesee, 21 de maig de 1898 - Detroit, 13 de setembre de 1932) fou un atleta estatunidenc, especialista en el salt de llargada, que va competir a començament del segle xx.
Nascut a Michigan, de petit es traslladà a Spokane, Washington. El 1916 va tornar a Michigan per estudiar a la Universitat de Michigan. Allà, entre 1918 i 1920, va destacar com un dels millors atletes. El 1919 va guanyar el campionat de l'IC4A de salt de llargada, fou segon de les 100 yardas i del salt d'alçada. Aquell mateix any aconseguí la seva millor marca en el salt de llargada, amb un salt de 7m 34 cm.
El 1920 va prendre part en els Jocs Olímpics d'Anvers, on guanyà la medalla de plata en la prova del salt de llargada del programa d'atletisme. Amb un millor salt de 7m 095cm, quedà rere William Petersson.